# Brennelemente-Zwischenlager Neckarwestheim
Das Brennelemente-Zwischenlager Neckarwestheim (BZN) ist ein Lager für hochradioaktive Abfälle am Standort des Kernkraftwerks Neckarwestheim.

## Geschichte
Die Genehmigung für das BZN wurde 1999 beantragt und erfolgte am 20. Dezember 2003. Das Lager wurde am 6. April 2006 in Betrieb genommen. Somit läuft die auf 40 Jahre befristete Genehmigung im Jahr 2046 aus.
Seit dem 1. Januar 2019 ist die BGZ Gesellschaft für Zwischenlagerung die Betreibergesellschaft des BZD.

## Daten
Das unterirdische Lager besteht aus zwei Tunnelröhren, die 84 und 90 m lang, etwa 14 m breit und 17 m hoch sind. Das Brennelemente-Zwischenlager Neckarwestheim hat insgesamt 151 genehmigte Stellplätze für Zwischenlagerbehälter. Aktuell lagern 70 Behälter vom Typ  CASTOR V/19, 14 Behälter des Typs TN 24 E und 15 vom Typ CASTOR 440/84 mvK (Stand 31. Mai 2024). Die letzteren Behälter stammen aus dem Kernkraftwerk Obrigheim.
Die genehmigten Maximalwerte für das Inventar des Lagers betragen 1600 MgSM, eine maximale Wärmeleistung von 3,5 MW sowie ein maximales Aktivitätsinventar von 8,3 × 1019 Bq.
Das Brennelemente-Zwischenlager selbst befindet sich auf der Gemarkung von Gemmrigheim.

## Zwischenfälle
Mit Stand vom 31. Dezember 2023 gab es im Brennelemente-Zwischenlager drei meldepflichtige Ereignisse gemäß Atomrechtlicher Sicherheitsbeauftragten- und Meldeverordnung.